# Isonoe (måne)
Isonoe er en af planeten Jupiters måner: Den blev opdaget 23. november 2000 af et hold astronomer fra Hawaiis Universitet, under ledelse af Scott S. Sheppard. Lige efter opdagelsen fik den den midlertidige betegnelse S/2000 J 6, og efter det nummereringssystem som blev indført med opdagelsen af de galileiske måner hedder den. Jupiter XXVI. Sidenhen har den Internationale Astronomiske Union formelt opkaldt den efter Isonoe, som i visse kilder til den græske mytologi var en af Zeus' elskerinder.
Isonoe hører til Carme-gruppen; en gruppe af i alt 17 Jupiter-måner med omtrent samme omløbsbane som Carme. Isonoe er ca. 3,8 kilometer i diameter, og ud fra skøn over dens masse anslås dens massefylde til ca. 2600 kilogram pr. kubikmeter: Det tyder på at den hovedsageligt består af klippemateriale, og i mindre omfang af is. Den har en mørk overflade med en albedo på blot 4%.